# Villaroger
Villaroger település Franciaországban, Savoie megyében. Lakosainak száma 359 fő (2022. január 1.). Villaroger Bourg Saint Maurice, Montvalezan, Peisey-Nancroix, Sainte-Foy-Tarentaise, Séez és Tignes községekkel határos.

## Népesség
A település népessége az elmúlt években az alábbi módon változott:
| Lakosok száma | 380  | 387  | 393  | 366  | 356  | 360  | 362  | 363  | 359  |
|               | 2013 | 2015 | 2016 | 2017 | 2018 | 2019 | 2020 | 2021 | 2022 |